# Lagerstroemia fordii
Lagerstroemia fordii är en fackelblomsväxtart som beskrevs av Daniel Oliver och Koehne. Lagerstroemia fordii ingår i släktet Lagerstroemia och familjen fackelblomsväxter. Inga underarter finns listade i Catalogue of Life.